# Diadophis punctatus amabilis
Diadophis punctatus amabilis is een slang uit de familie toornslangachtigen (Colubridae) en de onderfamilie Dipsadinae. Het is een van de dertien ondersoorten van de ringnekslang (Diadophis punctatus). De ondersoort werd voor het eerst wetenschappelijk beschreven door Baird en Girard in 1853.
Diadophis punctatus amabilis komt voor in Mexico en meer specifiek in de staat Baja California. De habitat bestaat uit beschaduwde hellingen en ravijnen, ook in zoutmoerassen is de slang te vinden.
De slang bereikt een lichaamslengte van 15 tot 50 centimeter. De lichaamskleur is grijs. De buikzijde is oranje tot geel gekleurd en de onderzijde van de staart is rood gekleurd. De buikzijde is voorzien van een vlekkenpatroon dat bestaat uit enkele zwarte vlekken. De ring om de nek waaraan de soortnaam te danken is, is smal en vaak onderbroken.